# Hoppecker Hütte
Die Hoppecker Hütte war ein frühneuzeitliches Hüttenwerk südlich von Brilon. Belegt ist die Existenz seit dem späten 16. Jahrhundert. Die Produktion endete 1840.

## Quellen

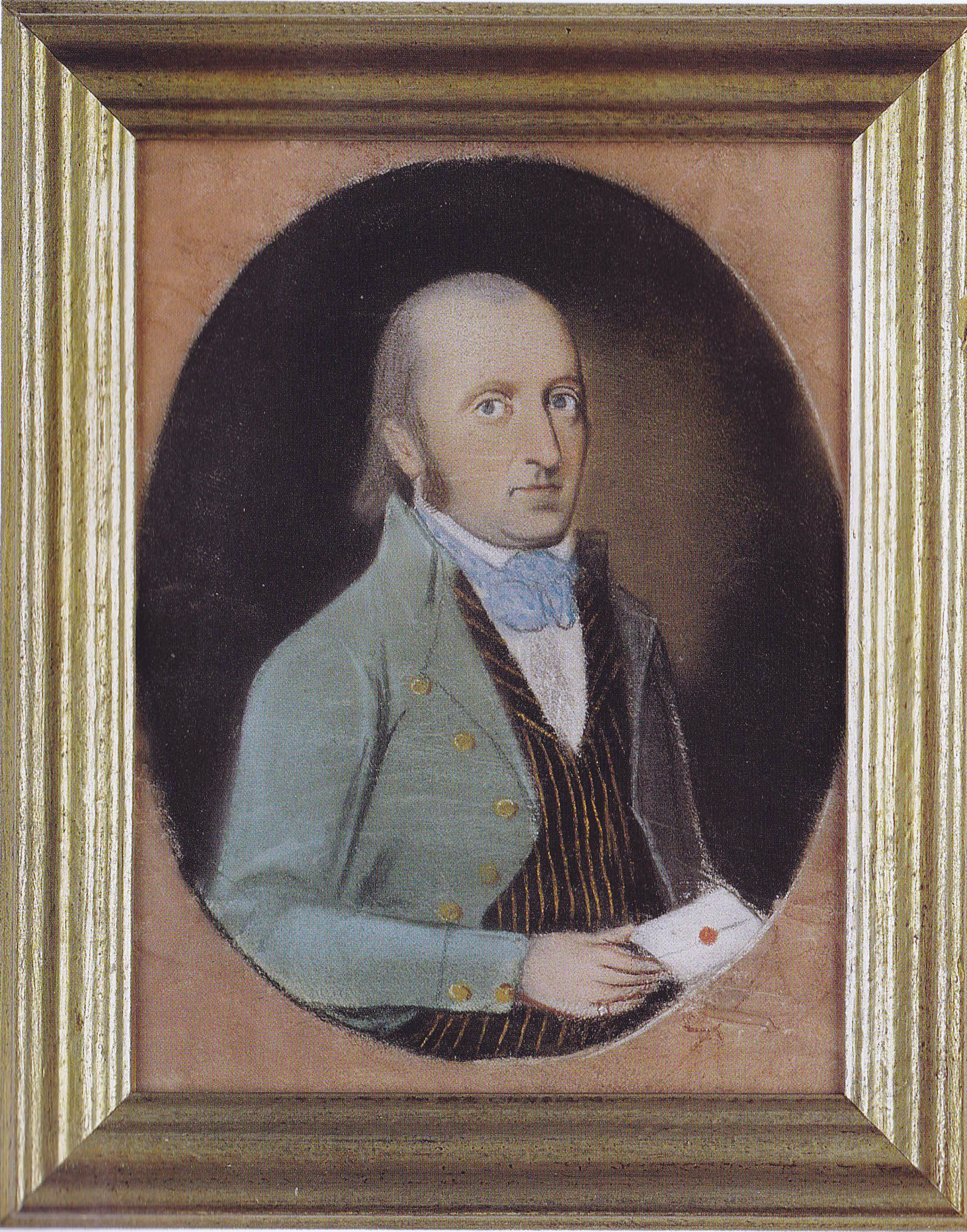
Johann Heinrich Unkraut, Pastell um 1801

## Besitzverhältnisse
Im 18. und 19. Jahrhundert war die Anlage in Besitz der Gewerkenfamilien Ulrich, Kannegießer und Unkraut. Davon hielten die Brüder Ulrich je 5/16 der Anteile, die Kannegießers und Unkrauts waren mit je 3/16 beteiligt. Nach dem Tod eines Gewerken gingen dessen Anteile aber auch die finanziellen Verpflichtungen auf dessen jeweiligen Erben über. So gingen die Anteile der Kannegießer 1763 auf die Familie Lysen über.

## Betriebsanlagen
Die Hütte lag verkehrsgünstig in der Nähe des Briloner Eisenberges an dem Fluss Hoppecke. Vom Eisenberg – an dem die Eigentümerfamilien bergbaulich aktiv waren – bezog die Hütte ihre Rohstoff. Daneben wurden auch Erze vom Grottenberg bei Beringhausen und vom Enkenberg bei Rösenbeck verhüttet. Die Versorgung mit dem nötigen Wasser lieferte der Fluss Hoppecke. Ein Wassergraben leitete das Wasser vom Fluss zur Hütte.
Der im 18. Jahrhundert errichtete Hochofen war ursprünglich 7 m hoch. Davon sind noch 5 m 60 erhalten. Das Fassungsvermögen lag bei 18 Kubikmeter. Zur Hütte gehörte ein erhaltenes Wohnhaus für den Platzknecht aus Fachwerk. Dieses wurde 1795 erneuert. Ursprünglich waren mindestens sechs Gebäude auf dem Gelände vorhanden. Das eigentliche Hüttengebäude lag direkt neben dem Wohnhaus. Das Hüttengebäude verfügte im hinteren Teil über zwei mittelschlächtige Wasserräder. Es waren mehrere Schuppen zum Lagern von Holzkohle und Erz vorhanden. Wahrscheinlich wurden in einigen Schuppen das Erz auch gefrischt. Zur Zerkleinerung des Erzes gab es ein Pochwerk. Technisch waren die Anlagen auf der Höhe der damaligen Technik.

## Belegschaft
Die eigentliche Belegschaft war klein. Sie bestand nur aus dem Hüttenmeister, dem Platzknecht und zwei Aufgebern. Ein Meisterknecht wurde nur 1802 erwähnt. Die zum Betrieb nötigen Köhler, Hüttenschreiber und Fuhrleute wurden nicht über das Hüttenbuch abgerechnet. Zum Transport des Erzes von den Gruben am Martenberg und am Grottenberg wurden vor allem Fuhrleute aus Rösenbeck, aber auch aus Bontkirchen, Altenbüren, Adorf oder Wiemeringhausen. Den Transport der Produkte nach Soest und Lippstadt übernahm Ende des 17. und Anfang des 18. Jahrhunderts ein Bürger aus Brilon. Auch etwa hundert Jahre später beschäftigte die Hütte vor allem Fuhrleute aus Rösenbeck.
Hinsichtlich der Produktionskosten ist auffällig, dass die Personalkosten sich in den siebzig dokumentierten Jahren kaum veränderten. Der Hüttenmeister erhielt 1750 2,5 Reichstaler pro Woche, der Aufgeber 1 ¾ Reichstaler, der Platzknecht 1 Reichstaler und 12 Groschen. Der Platzknecht konnte durch bestimmte Arbeiten sein Einkommen noch vergrößern. Das Einkommen des Hüttenmeisters ist bis 1804 nur auf 3 Reichstaler gestiegen. Ähnlich waren auch die Verdienste auf anderen Hütten der Region etwa auf der Wocklumer Hütte. Neben dem Geldverdienst gab es noch gewisse Einkünfte in Form von Naturalien. Bezahlt wurden nur die Tage, an denen tatsächlich auch auf der Hütte gearbeitet wurde.

## Produktion
Die Produktion zwischen 1749 und 1820 war nach Ausweis des Hüttenbuches sehr konstant. Da das erhaltene Hüttenbuch nur für die Anteile Unkrauts erhalten ist, muss die Gesamtproduktion erschlossen werden. Im Jahr 1753 dauerte die Hüttenreise – d. h. die Dauer des ununterbrochenen Betriebs des Hochofens – Unkrauts 49,5 Tage. Verhüttet wurden 973 Tonnen Erz und produziert wurden 66 Tonnen Roheisen. Durchschnittlich wurden zwischen 1751 und 1820 55 Tonnen nach dem Hüttenbuch Unrauts erzeugt. Die Hüttenreisen dauerten durchschnittlich 40 bis 50 Tage. Es gab aber auch Jahre, in denen die Hütte deutlich länger in Betrieb war. Es gab im genannten Zeitraum nur wenige Jahre, in denen keine Hüttenreise stattfand. Dieser Ausfall ist nicht durch äußere Einflüsse, wie etwa Kriegsereignisse, sondern wahrscheinlich durch notwendige Reparaturen zu erklären.
Schaut man näher hin, war der Ertrag sehr unterschiedlich. Gründe waren die Qualität von Erz und Holzkohle aber auch die Erfahrung und Sorgfalt des Personals. Der durchschnittliche Ausstoß pro Woche lag bei der Hoppecker Hütte bei 10.960 Kilogramm. Dies war deutlich mehr als bei der Wocklumer Hütte mit einem Ausstoß von durchschnittlich 8.839 Kilogramm. Durchschnittlich wurden aus 13,5 Kilogramm Erz 1 Kilogramm Roheisen produziert. Die geschätzte Gesamtmenge von 315 Tonnen Roheisen im Jahr war durchaus beachtlich.
Die Entwicklung der Kosten für Holzkohle und Erz ist nur unzureichend zu ermitteln. Im Jahr 1750 betrugen die Kosten der Unkrauts 43 Reichstaler und 9 Groschen für 1270 Tonnen Erz, 349 Reichstale und 12 Groschen für 221 Fuder Holzkohle und 22 Reichstaler und 19 Groschen für Personalkosten mit den oben genannten Einschränkungen bezahlen. Produziert wurden in diesem Jahr 86 Tonnen Roheisen. Die Produktion wurde entweder verkauft oder auf den Hammerwerken der Besitzer weiter verarbeitet.
Zeitweise wurden auf der Hütte auch Gussarbeiten ausgeführt. Dafür wurde spezialisierten Personal etwa Gießer und Former benötigt und beschäftigt. Wenn auf der Bontkirchener Hütte wie 1731, 1739 oder 1741/42 Reparaturen anfielen, wurden in Hoppecke Gusswaren hergestellt. Aber auch danach wurden im Verlauf des 18. Jahrhunderts noch Öfen gegossen. Seit 1809 wurden verstärkt Öfen und andere Gusswaren hergestellt. Nach 1823 wurde die Hütte nur noch unregelmäßig betrieben. Zwar wurde der Hochofen 1840 noch einmal erneuert, wurde aber nicht mehr in Betrieb genommen. Für das Ende des Betriebs gab es mehrere Gründe. Durch finanzielle Probleme fiel der Gewerke Ulrich als Geldgeber aus. Vor allem aber erwies sich das Werk gegenüber den modernen Koksöfen etwa des Ruhrgebiets als nicht mehr konkurrenzfähig.
Eine Umstellung vom Holzkohle- und Steinkohlebetrieb war angesichte der hohen Transportkosten und einer bis in die 1870er Jahre fehlenden Eisenbahnverbindung nicht rentabel. Das Ende der Hütte begann aber schon 1822, als die Anteilseigner einen neuen Gewerkenvertrag schlossen, nachdem die Erze des Briloner Eisenberges auf der Olsberger Hütte verarbeitet werden sollten.